# Eva Hesse (Autorin)
Eva Hesse (* 2. März 1925 in Berlin; † 30. März 2020 in München) war eine deutsche Autorin, Essayistin, Herausgeberin und Übersetzerin.

## Leben
Eva Hesse lebte von 1935 bis 1939 in London, wo ihr Vater, der Journalist Fritz Hesse (1898–1980), als Pressebeirat an der deutschen Botschaft tätig war. Nach dem Krieg studierte sie in München und arbeitete als Herausgeberin und Übersetzerin angloamerikanischer Literatur.
Eva Hesse hat das Werk von Ezra Pound ins Deutsche übersetzt, herausgegeben und mit kritischen Essays sowie im Rahmen einer Biographie interpretiert. Sie hat dem deutschen Publikum wesentliche amerikanische Dichtungen des 20. Jahrhunderts vermittelt mit Übersetzungen von E. E. Cummings, T. S. Eliot, Robert Frost, Langston Hughes, Robinson Jeffers, James Laughlin, Marianne Moore und Melvin B. Tolson. Eva Hesse hat auch Samuel Beckett übertragen.

## Werke

### Als Autorin
- Beckett, Eliot, Pound. Drei Textanalysen. Suhrkamp, Frankfurt 1971.
- T. S. Eliot und „Das wüste Land“. Eine Analyse. Suhrkamp, Frankfurt 1973.
- Die Wurzeln der Revolution. Theorien der individuellen und der kollektiven Freiheit. Hanser, München 1974.
- Ezra Pound. Von Sinn und Wahnsinn. Kindler, München 1978.
- Die Achse Avantgarde – Faschismus. Reflexionen über Filippo Tommaso Marinetti und Ezra Pound. Arche, Zürich 1991, ISBN 3-7160-2123-7.
- Melvin B. Tolson – A “Voluntary Negro”. Mit einer kommentierten Übersetzung von Auszügen aus Melvin B. Tolsons “Libretto for the Republic of Liberia”. John-F.-Kennedy-Institut für Nordamerikastudien, Berlin 1998.[4]
- Marianne Moore. Dichterin der amerikanischen Moderne. „Die Ehe“ als ihr „Wüstes Land“. Rimbaud, Aachen 2002, ISBN 3-89086-749-9.
- Vom Zungenreden in der Lyrik. Autobiographisches zur Übersetzerei. Rimbaud, Aachen 2003, ISBN 3-89086-683-2.
- Lyrik Importe. Ein Lesebuch. Rimbaud, Aachen 2004, ISBN 3-89086-687-5.
- Lyrik Importe. Eine CD. Hörbuchausgabe. Rundfunkaufnahmen der Übersetzungen E. H.s von 25 englischen/amerikanischen Dichtern. München 2005, ISBN 3-87410-100-2.
- Antwort auf Uwe Pörksens „… wenn einer dafür lebt, was Dichtung ist“. Rainer Maria Gerhardts Freiburger Fragmente. (Entgegnung von Eva Hesse aus dem Jahr 2007 zu Uwe Pörksens Kritik an ihren Ezra-Pound-Übersetzungen; früher online auf der inzwischen abgeschalteten Webseite www.evahesse.de)
- “Ich liebe, also bin ich”. Der unbekannte Ezra Pound. Osburg Verlag, Berlin 2008, ISBN 978-3-940731-15-9

### Als Herausgeberin
- Nō – Vom Genius Japans. Ernest Fenollosa. Ezra Pound, Serge Eisenstein. Arche, Zürich (1963)
- New Approaches to Ezra Pound. A Co-ordinated Investigation of His Poetry and Ideas. University of California Press, Berkeley, und Faber & Faber, London 1969.
- Ezra Pound Lesebuch. Suhrkamp, Frankfurt am Main 1997, ISBN 3-518-39275-1.
- mit Heinz Ickstadt: Amerikanische Dichtung von den Anfängen bis zur Gegenwart. (= Englische und amerikanische Dichtung, Band 4). Beck, München 2000, ISBN 3-406-46463-7.

### Als Übersetzerin (Auswahl)
- Ezra Pound: ABC des Lesens. Arche Verlag, Zürich/Hamburg 2007, ISBN 978-3-7160-2511-6.
- Ezra Pound: Die Cantos. Zweisprachige Ausgabe, Arche Verlag, 2012, ISBN 978-3-7160-2654-0.

## Auszeichnungen
- 1968: Johann-Heinrich-Voß-Preis für Übersetzung der Deutschen Akademie für Sprache und Dichtung[3]
- 1992: Friedrich-Märker-Preis für Essayistik[3]
- 1993: Ehrendoktorwürde der Universität München[3]
- 2000: Schwabinger Kunstpreis
- 2012: Paul Scheerbart-Preis (Übersetzerpreis der Heinrich Maria Ledig-Rowohlt-Stiftung)
- 2013: Preis der Leipziger Buchmesse für Ezra Pounds Die Cantos (Kategorie: Übersetzung)